# Zdeněk Štěpánek
Zdeněk Štěpánek (22. září 1896 Tvoršovice u Benešova – 21. června 1968 Praha) byl český herec, dramatik, režisér a scenárista, dlouholetý člen činohry Národního divadla v Praze, československý legionář, otec herců Jany, Martina a Petra Štěpánkových a divadelní režisérky Kristiny Taberyové.
Bývá považován za jednu z nejvýraznějších a nejznámějších českých hereckých osobností 20. století; proslul mnoha svými rolemi v divadle i ve filmu a dodnes patří mezi nejlepší české herce všech dob. Byl to herec robustní postavy a bouřlivácké povahy, jenž oplýval zvláštním charakteristicky něžným i drsně chraplavým hlasem, který našel své uplatnění nejen při herecké práci, ale i jako výborný recitátor poezie, předčitatel krásné literatury i příležitostný rozhlasový hlasatel. Z celé řady divadelních rolí jeho nejmilejší byla role Cyrana z Bergeracu nebo v roli vodníka v televizní inscenaci Jiráskovy Lucerny, kterou hrál i v Národním divadle. Ztvárnil několik postav české historie, v husitské trilogii režiséra Otakara Vávry, kde ztvárnil hlavní postavy Jana Husa i Jana Žižky z Trocnova, v Císařově pekaři – Pekařově císaři maršála Russworma či Mikuláše Dačického z Heslova v Cechu panen kutnohorských, toho ztvárnil jak ve filmovém, tak divadelním zpracování.

## Mládí
Narodil se předčasně, po sedmi měsících těhotenství; jako zajímavost některé prameny[zdroj?] uvádějí, že prý jej matka „dopékala“ v troubě (namísto inkubátoru), aby vůbec přežil. Jeho tatínek byl po svém otci hudbymilovný a široce kulturně založený člověk. Mladý Zdeněk absolvoval v Rakovníku hospodářskou školu, nastoupil do práce v lihovaru u otce a četl (z otcovy knihovny zejména dramata). Těsně před vypuknutím první světové války utekl k divadlu, kde zpočátku hrál v různých kočovných společnostech, nicméně již v roce 1915 dobrovolně narukoval do Rakousko-uherské armády.

## V legiích
Na východní frontě upadl do ruského zajetí, kde v zajateckém táboře řídil táborové divadlo, nakonec přešel k československým legiím v Rusku, kde působil jako herec, režisér a scenárista Divadla Československé armády na Rusi.
S legiemi se pak dlouhou cestou přes Vladivostok (tzv. legionářská nebo sibiřská anabáze) dostal v roce 1920 zpět domů do nedávno vzniklého Československa.

## Meziválečné období
Po válce krátce působil v divadle v Kladně, odkud pak přešel v roce 1921 do pražského Divadla na Vinohradech, od roku 1934 působil coby člen činohry Národního divadla v Praze. V té době působil také jako divadelní autor, režisér a scenárista, přičemž psal a inscenoval zejména hry s legionářskou tematikou. Je například autorem dramatu Nezbedný bakalář a spoluautorem scénáře ke stejnojmennému filmu, kde si zahrál hlavní postavu bakaláře Jana.
V roce 1937 a 1938 hrál jedny z hlavních rolí ve dvou filmech, které měly podporovat český národ. Prvním byla Čapkova Bílá nemoc, která byla silně protiválečná a protitotalitní, zde ztvárnil hlavní zápornou postavu, maršála. Druhým byl Cech panen Kutnohorských, kde ztvárnil hlavního hrdinu Mikuláše Dačického z Heslova, který kritizoval a odsuzoval německou „roztahovačnost“ v Čechách a že Češi si své záležitosti dokáží spravovat sami.

## Po druhé světové válce
Po válce, 28. června 1945, začala disciplinární komise prověřovat Zdeňka Štěpánka kvůli jeho činnosti za protektorátu. Byl obviněn z toho, že:
1. 18. června 1942 četl na manifestační schůzi Národní rady české rezoluci, v níž byl schválen nacistický okupační režim a tupen prezident Edvard Beneš.
2. 10. března 1943 promluvil v Rudolfinu na večírku pořádaném K. H. Frankem, kde Frankovi poděkoval za přijetí.
3. Při návštěvě Josepha Goebbelse v Praze ho uvítal ve filmových ateliérech na Barrandově.
4. Stýkal se s představiteli okupačního režimu.
5. Účinkoval na dobročinných představeních ve prospěch Německého červeného kříže.
6. Po premiéře Gygova prstenu obdržel od K. H. Franka koš s květinami a alkoholem.

Disciplinární komise vyloučila Zdeňka Štěpánka z jakéhokoliv vystupování na všech koncertních a divadelních scénách Československé republiky a předala ho lidovému soudu. Zdeněk Štěpánek měl během války mezi veřejností mimořádnou autoritu a právě toho se snažili nacisté využít. Většiny údajných „zločinů“ se tak dopustil pod silným tlakem ze strany okupační moci. V poválečné atmosféře bylo jeho úsilí o obhajobu marné. Na rozdíl od dalších umělců se mu podařilo dosáhnout očištění již po dvou letech. Následně se zapojil on i jeho děti do budovatelské kinematografie komunistického režimu.
Dlouhou dobu také působil v hnutí svobodných zednářů.
Zemřel na infarkt 21. června 1968, přesně dva měsíce před okupací Československa, v malostranském hostinci U Tří pštrosů, kam zašel po představení v Redutě, kde vystupoval s přednesem veršů ze Starého zákona.

## Děti
Z prvního manželství s Elenou Hálkovou (vnučkou českého básníka Vítězslava Hálka) pocházela jeho první dcera, česká herečka Jana Štěpánková (1934–2018), z druhého manželství se Soňou Grossovou pak měl tři syny, Zdeňka mladšího (9. 2. 1946 – 28. 5. 1946) a dva budoucí herce, Martina (1947–2010) a Petra (* 1948), a svoji druhou dceru Kristinu, provdanou Taberyovou (1951–2023), která byla divadelní režisérkou, pracovnicí České televize a spoluzakladatelkou a dlouholetou členkou správní rady humanitární organizace Člověk v tísni.

## Ocenění
- 1926, 1936, 1951 Státní cena
- 1953 titul národní umělec
- 1958  Řád práce
- 1963  Řád republiky

## Divadelní režie, výběr
- 1922 B. Mathesius: Brána pekel, Divadlo na Vinohradech
- 1923 L. Holberg: Ithacký Ulyxes, Divadlo na Vinohradech
- 1926 Jaroslav Kvapil: Oblaka, Divadlo na Vinohradech
- 1926 Ivo Vojnovič: Smrt matky Jugovičů, Divadlo na Vinohradech
- 1927 Stevo Kluič: Novina, Divadlo na Vinohradech
- 1930 Sacha Guitry: Pan Désiré, Komorní divadlo
- 1930 Z. Štěpánek, B. Vrbský: Ať vás nevykradou, Divadlo na Vinohradech
- 1934 Z. Štěpánek: Rembrandtův zajatec, Divadlo na Vinohradech
- 1953 Ladislav Stroupežnický: Naši furianti, Tylovo divadlo
- 1955 A. Jing: Vzdorokrál, Tylovo divadlo
- 1955 A. P. Čechov: Tři sestry, Tylovo divadlo
- 1956 A. Mrštík, V. Mrštík: Maryša, Národní divadlo
- 1964 Alois Jirásek: Lucerna, Tylovo divadlo

## Divadelní role, výběr, Vinohradské divadlo
- 1918 Alois Jirásek: Vojnarka, Antonín, režie Václav Vydra starší.
- 1921 Petar Petrovič: Liják, Nikola Jurič, režie Václav Vydra st.
- 1922 Alois Jirásek: Lucerna, Mlynář, režie Jaroslav Kvapil
- 1922 Jaroslav Kvapil: Princezna Pampeliška, Honza, režie J. Wenig
- 1922 A. S. Puškin: Boris Godunov, Boris, režie B. Krivěckij j.h.
- 1923 Petar Petrovič: Uzel, Stevan, režie František Hlavatý
- 1923 William Shakespeare: Cymbelin, Leonatus, režie Jaroslav Kvapil
- 1923 B. Björnson: Laboremus, doktor Kann, režie B. Krivěckij j. h.
- 1923 Emanuel Bozděch: Baron Goertz, Olaf, režie Bohuš Stejskal
- 1923 Josef Čapek: Země mnoha jmen, Elan Chol, režie Karel Čapek
- 1923 Charles Vildrac: Michal Auclair, titul. role, režie Bohuš Stejskal j.h.
- 1924 F. F. Šamberk: Josef Kajetán Tyl, titul. role, režie František Hlavatý
- 1924 Rossi di San Secondo: Ó, loutky, jaká vášeň!, Černě oděný pán, režie Bohuš Stejskal
- 1925 Fráňa Šrámek: Soud, Klement, režie Jaroslav Kvapil
- 1925 František Langer: Periferie, Franci, režie Jaroslav Kvapil
- 1925 William Shakespeare: Macbeth, Macduff, režie Jaroslav Kvapil
- 1925 J. Sigurjónsson: Psanci, Kári, režie Bohuš Stejskal
- 1925 Gerhart Hauptmann: Potopený zvon, Jindra, režie Jan Bor
- 1925 Karl Sternheim: Dobrodruh Casanova, titul. role, režie A. Kandert
- 1925 Edmond Rostand: Cyrano z Bergeracu, titul. role, režie Bohuš Stejskal
- 1926 bratři Mrštíkové: Maryša, Francek, režie Bohuš Stejskal
- 1926 Fráňa Šrámek: Ostrov veliké lásky, Tom Rogers, režie Jaroslav Kvapil
- 1926 Jaroslav Kvapil: Oblaka, Petr Kocián, režie Zdeněk Štěpánek
- 1926 František Langer: Miliony, Wied, režie Jan Bor
- 1926 J. K. Tyl: Fidlovačka, Mareš, režie František Hlavatý
- 1926 Ivo Vojnovič: Smrt matky Jugovičů, Damjan, režie Zdeněk Štěpánek
- 1926 F. Beaumont, J. Fletcher: Zkrocení zlého muže, Valentin, režie Jan Bor
- 1926 Franz Werfel: Juarez a Maximilian, Maximilian, režie Jan Bor
- 1927 Henrik Ibsen: Hedda Gablerová, Löwborg, režie K. Vávra
- 1927 Ben Jonson: Lišák, Mosca, režie Jan Bor
- 1927 William Shakespeare: Hamlet, titul. role, režie Jaroslav Kvapil
- 1927 William Shakespeare: Julius Caesar, Antonius, režie Jaroslav Kvapil
- 1927 Zdeněk Štěpánek, Bedřich Vrbský: Transport č. 20, Prchal, režie Bohuš Stejskal
- 1927 Jaroslav Hilbert: Vina, Hošek, režie Jan Bor
- 1927 František Langer: Grandhotel Nevada, Petr, režie Jaroslav Kvapil
- 1927 K. M. Čapek-Chod: Básníkova nevěsta, Divotvorce, režie Bohuš Stejskal
- 1928 Arnošt Dvořák: Kalich, Hus, režie Jan Bor
- 1928 F. M. Dostojevskij, J. Bor: Zločin a trest, Raskolnikov, režie Jan Bor
- 1928 L. N. Tolstoj: Živá mrtvola, Protasov, režie Jan Bor
- 1928 Alfréd Savoir: Osmá a první, Brown, režie Jan Bor
- 1928 Karel Čapek: Loupežník, titul. role, režie Bohuš Stejskal
- 1929 Rudolf Krupička: Vršovci, Svatopluk, režie Jan Bor
- 1929 František Langer: Obrácení Ferdyše Pištory, titul. role, režie Jan Bor
- 1929 Zdeněk Štěpánek: Monastýr nad tajgou, Bárta, režie Jan Bor
- 1930 Bertolt Brecht, John B. Gay: Žebrácká opera, Mackeath, režie Jan Bor
- 1930 Sacha Guitri: Pan Désiré, titul. role, na scéně Komorního divadla, režie Zdeněk Štěpánek
- 1930 Charles Dickens: Pan Pickwick, Jingle, režie Jan Bor
- 1930 Zdeněk Štěpánek: Hrníček štěstí, Dufek, režie Gabriel Hart
- 1930 Zdeněk Štěpánek, Bedřich Vrbský: Ať vás nevykradou, Karel, režie Zdeněk Štěpánek
- 1930 William Shakespeare: Othello, titul. role, režie Jan Bor
- 1930 Eugene O´Neill: Milionový Marco, titul. role, režie Jan Bor
- 1930 Jaroslav Hilbert: Jejich štěstí, Vladimír, na scéně Komorního divadla, režie Jan Bor
- 1931 F. M. Dostojevskij, J. Bor: Bratři Karamazovi, Míťa, režie Jan Bor
- 1931 František Langer: Andělé mezi námi, Dr. Mise, režie Jan Bor
- 1932 William Shakespeare: Zkrocení zlé ženy, Petruchio, režie Jan Bor
- 1932 J. W. Goethe: Horská rokle, Doctor Marianus, režie Bohuš Stejskal
- 1932 Zdeněk Štěpánek: Lidé minulých dnů, Nepobědov, režie Jan Bor
- 1932 Stefan Zweig: Ovečka chudého, Fr.Fourrés, režie František Salzer
- 1932 Karel Čapek: Věc Makropulos, Prus, režie Bohuš Stejskal
- 1932 Jiří Mahen: Janošík, titul. role, režie Jan Bor
- 1933 E. J. Mayer: Bouřlivák, Benvenuto Cellini, režie Bohuš Stejskal
- 1933 Arnošt Dvořák: Král Václav IV., titul. role, režie František Salzer
- 1934 William Shakespeare: Richard III., titul. role, režie Jan Bor
- 1934 F. M. Dostojevskij, J. Bor: Idiot, Myškin, režie Jan Bor
- 1934 G. B. Shaw: Ďáblův žák, Richard Dudgeon, na scéně Komorního divadla, režie Jan Bor
- 1934 Zdeněk Štěpánek: Rembrandtův zajatec, Hora, režie Zdeněk Štěpánek
- 1934 Vítězslav Nezval: Tři mušketýři, D´Artagnan, režie Jan Bor

## Filmografie, výběr
- Josef Kajetán Tyl (1925)
- Svatý Václav (1930) – svatý Václav
- Jízdní hlídka (1936)
- Vojnarka (1936)
- Svět patří nám (1937)
- Bílá nemoc (1937) – Maršál
- Jan Výrava (1937)
- Panenství (1937)
- Cech panen kutnohorských (1938) – Mikuláš Dačický z Heslova
- Kouzelný dům (1939)
- Mlhy na blatech (1943)
- Rozina sebranec (1945)
- Nezbedný bakalář (1946) – bakalář Jan
- Revoluční rok 1848 (1949)
- Císařův pekař a Pekařův císař (1951) – Maršál Russworm
- Staré pověsti české (1952)
- Tajemství krve (1953)
- Měsíc nad řekou (1953) – Hlubina
- Jan Hus (1954) – Jan Hus, Jan Žižka
- Jan Žižka (1955) – Jan Žižka
- Proti všem (1957) – Jan Žižka
- Dnes naposled (1958)
- Občan Brych (1958)
- Všude žijí lidé (1960)
- Smrt na cukrovém ostrově (1961)
- Reportáž psaná na oprátce (1961) – kantor Pešek
- Transport z ráje (1962)
- Horoucí srce (1962) – Jan Evangelista Purkyně
- Ikarie XB 1 (1963) – velitel výpravy Vladimír Abajev
- Tři zlaté vlasy děda Vševěda (1963) – děd Vševěd
- Hvězda zvaná Pelyněk (1964) – generál
- Hände hoch oder ich schieße (Ruce vzhůru!) (východoněmecký film, 1966, uvedený 2009)
- Marketa Lazarová (1967) – pouze hlas (voiceover)
- Maratón (1968) – generál Schwarz

### Televize
- Noc bez úsvitu (1966)
- Jegor Bulyčov (1967)
- Waterloo (1967)
- Lucerna – (starý vodník Ivan)
- Princezna Pampeliška (1967)

## Rozhlas
- Jan Neruda: Povídky malostranské (7 dílů), režie Josef Bezdíček, (1954)

## Citáty
| „                 | Štěpánek byl herec mimořádného osobního kouzla. Nesl v sobě něco z démonismu a titanismu velkých romantických tragédů. Dovedl si vždy diváka k sobě bezpečně připoutat. Ne náhodou se říkávalo, že při hře "čaruje". | “ |
| — František Černý | |   |

| „                  | Měl jsem štěstí, že jsem mohl Zdeňka Štěpánka poznat zblízka; býval jsem u Štěpánků často hostem a navštěvovali jsme se někdy i o prázdninách. Jezdíval jsem na Šumavu zprvu do Železné rudy a pak do Horní Vltavice, anebo jsme zajížděli do Velhartic... Přečasto se vracím s úctou a láskou ke Zdeňkovi, k jeho (také už zesnulé) ženě Soně, k rodině, kde jsem strávil tolik hezkých chvil. Štěpánek byl velký herec i člověk, prostý jako kytice polního kvítí, kterou k jeho rakvi položila tak symbolicky Vlasta Fabianová. Obě Štěpánkovy podoby by měly zářit jako světlo na cestu příštím hereckým pokolením. | “ |
| — Bohumil Bezouška | |   |